# Посек
Посек (ивр. פוסק‎, мн. поским ивр. פוסקים‎ дословно — «выносящий решения») — термин, обозначающий учёных, посвятивших себя решению практических проблем Галахи, в отличие от занимавшихся её теоретическим изучением и объяснением — мефаршим (ивр. מפרשים‎, буквально толкователи, комментаторы), в иудаизме называется экзегетика.
Посек — в иудаизме человек, принимающий решения в случаях Галахи в ситуациях, когда мнения религиозных авторитетов расходились, давал возможность широкого толкования или в вопросах, касающихся современного мира. Посека иногда называли судьёй.
В средние века поским называли, особенно в Германии, духовных лидеров общин: глав иешив, раввинов, председателей религиозных судов и вообще талмудических учёных, поскольку их постановления носили характер псака («господствующего закона») — практического решения по поводу актуальной галахической проблемы.
Постановление посека было обязательным только для тех, кто принимал его авторитет, так как посек устанавливал галаху в соответствии с местной традицией и для членов своей общины. Посек пользовался авторитетом за свою выдающуюся компетенцию в раввинистической литературе и за то, что он учился у местных учёных и продолжал их традиции.
С течением времени, когда в употребление вошли своды и указатели, облегчившие поиск релевантных источников для вынесения галахического псака, а особенно — с широким распространением свода «Шулхан арух» во 2-й половине XVI века, произошло принципиальное изменение в деятельности поским. С этого времени посек больше не занимался теоретическим изложением проблемы; его авторитет теперь зиждился, в основном, не на глубине и объёме теоретических знаний, а на практическом опыте, на признании современниками-учёными и на харизматичности его характера.